# Bilokrînîțea, Pidhaiți
Bilokrînîțea (în ucraineană Білокриниця) este o comună în raionul Pidhaiți, regiunea Ternopil, Ucraina, formată numai din satul de reședință.

## Demografie
Componența lingvistică a comunei Bilokrînîțea
     Ucraineană (100%)
Conform recensământului din 2001, toată populația comunei Bilokrînîțea era vorbitoare de ucraineană (100%).